# Drava, Sava, Soča
Drava, Sava, Soča je slovenska ljudska pravljica.

## Vsebina
Tri reke, sestre, se odločijo za tekmovanje, da bi ugotovile, katera pride prej do morja. Ko so zvečer legle k počitku, se reka Drava odloči, da se bo odpravila proti morju in tako povečala možnosti za zmago.
Zjutraj se je prebudila reka Sava in ugotovila, da je starejša sestra že odrinila na pot. Sklenila je, da mlajše sestre Soče ne bo budila in si bo tako pridobila prednost. Zato hitro odbrzeli proti morju. 
Ko se je Soča zbudila in opazila, da sta jo starejši sestri prevarali, je v besu zbrala vse svoje vode in valovje in po najkrajši možni poti mahnila proti morju. Drla je skozi soteske in skale. Tako je reka Soča prva prispela do morja.

## Liki
V zgodbici so tri osebe: Drava, Sava in Soča. Drava in Sava sta tipična lika starejših in hudobnih sester, ki imata nepoštene namene. Soča pa je najmlajša in tudi poštena. Na koncu tudi zmaga, saj v ljudskih pravljicah dobro vedno zmaga nad slabim.

## Analiza zgodbe
Iz obravnavane zgodbice lahko razberemo tipičen odnos med starejšimi in najmlajšimi otroci. Prav tako je nauk zgodbe očiten: Sleparjenje je vedno kaznovano in dobro je vedno nagrajeno.